# Sombreado plano

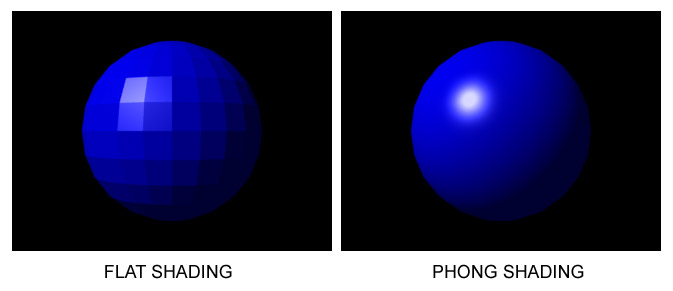
Ejemplo de sombreado plano.

El sombreado plano o sombreado Lambert, es una técnica de iluminación empleada en gráficos 3D por ordenador. Esta técnica calcula la apariencia final de un polígono a partir del ángulo existente entre la normal a la superficie del polígono y el rayo de luz incidente, la intensidad de esta última, y los colores tanto del polígono como de la fuente de iluminación. El resultado será constante para todos los píxeles del polígono, por lo que los bordes de separación entre facetas queda muy marcado. Se empleaba para representaciones rápidas donde las técnicas de sombreado más avanzadas requerían mucho mayor tiempo de computación. Sin embargo, debido a que desde finales del siglo XX las tarjetas gráficas empezaron a ofrecer la oportunidad de realizar sombreados menos abruptos (como por ejemplo, la técnica de sombreado Phong) en tiempos relativamente cortos y a precios bastante asequibles, esta técnica rudimentaria comenzó a caer en desuso, ya que su principal ventaja era su velocidad.
De modo que la principal desventaja del sombreado plano es que las intersecciones entre polígonos queda muy remarcada en modelos con baja densidad poligonal; por lo que, salvo en casos de objetos tipo caja donde destacar las aristas resulta deseable, tiende a degradar la calidad de la representación final. Pueden encontrarse técnicas de sombreado más avanzadas y realistas como el sombreado Gouraud o el de Phong.